# Samuel Wanjiru
Samuel Wanjiru (10. november 1986 – 15. maj 2011) var en kenyansk langdistanceløber, der vandt guld i maratonløb ved OL i Beijing 2008 og blev den første kenyaner, der vandt guld på den klassiske marathon-distance.
Den 25. september 2005 satte han verdensrekord på halvmaraton i en tid af 59.16 min, hvilket betød at han slog den tidligere rekord sat af Paul Tergat i tiden af 59.17 min. Han var også den tredjehurtigste junior nogensinde til at løbe 10000 meter, efter Boniface Kiprop og Moses Masai.
Hans halvmaratonrekord blev slået af den etiopiske legende Haile Gebrselassie den 15. januar 2006. Samuel Wanjiru generobrede verdensrekorden den 9. februar 2007 i tiden 58.53.
Samuel Wanjiru satte den 17. marts 2007 igen verdensrekord på halvmaratondistancen da han i Haag i Holland løb i tiden 58:35.
Samuel Wanjiru fik overrakt prisen som mest lovende kenyanske atlet i 2006.
Han døde 15. maj 2011 som følge af et fald fra en balkon i sit hjem.